# Училищен мюзикъл 2
„Училищен мюзикъл 2: Изпей всичко или нищо“ (на английски: High School Musical 2: Sing it All or Nothing), познат още като Училищен мюзикъл 2, е продължението на тийнфилма Училищен мюзикъл.

## „Училищен мюзикъл 2“ в България
В България филмът е излъчен за пръв път по Нова телевизия на 13 декември 2008 г. от 16:00, като е дублиран на български. Повторенията му са излъчвани многократно по Jetix. Ролите се озвучават от артистите Силвия Русинова, Лина Златева, Лидия Вълкова, Камен Асенов, Борис Чернев и Васил Бинев.